# Love and Power Tour
De Love and Power Tour was de vierde concerttournee van de Amerikaanse zangeres Halsey, ter ondersteuning van haar vierde studioalbum, If I Can't Have Love, I Want Power (2021). De toer trapte af in West Palm Beach op 17 mei en eindige in Dover op 22 september. Halsey kondigde de tournee aan op 31 januari 2022, dagen na het eenjarig jubileum van het moeten annuleren van de rest van de Manic World Tour op 22 januari 2021, als gevolg van de aanhoudende COVID-19 pandemie.

## Achtergrond
Tijdens de eerste etappe van de Manic World Tour in maart 2020 kondigde Halsey aan dat vanwege de staat van de pandemie en internationale lockdowns, de tour een jaar zou worden uitgesteld en dat alle tickets nog steeds geldig zouden zijn op dezelfde locaties in 2021. In januari van dat jaar had Halsey aangekondigd dat ze de rest van de tour officieel zou afzeggen voor de veiligheid van haar team en fans. Dagen later maakte Halsey bekend dat ze zwanger was van haar eerste kind, dat in juli 2021 werd geboren. Terwijl ze aanvankelijk op de Manic World Tour was, verklaarde Halsey oorspronkelijk dat het haar laatste tour zou zijn voor "een zeer lange tijd". Bij de aankondiging van de Love and Power Tour verklaarde Halsey: "it's been far too long and I could not be more excited to see you all."
De tournee zal worden ondersteund door vier openers: Beabadoobee & PinkPantheress voor de eerste helft van de tour en The Marías & Abby Roberts voor de tweede helft. Wolf Alice zal optreden als support voor de show in Los Angeles. Cannons en Remi Wolf zullen gaan optreden als support voor de show in Quebec. De shows in Gulf Shores, New York en Milwaukee zullen deel uitmaken van diverse festivals.

## Setlist
Dit is de setlist van de show op 17 mei 2022 in West Palm Beach.
'
1. "The Tradition"
2. "Castle"
3. "Easier Than Lying"
4. "You Should Be Sad"
5. "1121" (bevalt elementen van het lied "Die For Me")
6. "Graveyard"
7. "Colors"
8. "Hurricane"
9. "Lilith"
10. "The Lighthouse"
11. "Killing Boys"
12. "Girl Is a Gun"
13. "Be Kind"
14. "More"
15. "Darling"
16. "Honey"
17. "3am"
18. "Bad at Love"
19. "You Asked For This"
20. "Whispers"
21. "Gasoline"
22. "Nightmare"
23. "Experiment on Me"
24. "Without Me"
25. "I Am Not a Woman, I'm a God"

Opmerkingen
- Tijdens de show in Gulf Shores werd "Nightmare" twee keer gespeeld. "The Tradition", "Lilith", "Killing Boys", "Girl Is a Gun", "More", "Darling", "You Asked For This", "Whispers", "Experiment on Me" en "I Am Not a Woman, I'm a God" werden niet gespeeld.
- Tijdens de show in Franklin werden "You Asked For This" en "Whispers" niet gespeeld.
- Tijdens de show in Charlotte werd "You Asked For This" niet gespeeld en was het vervangen door een fragment van Halsey's lied "Clementine".
- Vanaf de show in Clarkston werd "More" vervangen door "100 Letters". "You Asked For This" werd niet gespeeld.
- Vanaf de show in Mansfield werd "Girl Is a Gun" vervangen door "Hold Me Down" en "You Asked For This" werd vervangen door "Heaven in Hiding".
- Tijdens de show in Toronto werd "Experiment on Me" niet gespeeld.

## Shows
| Datum             | Plaats                   | Land             | Locatie                                       | Voorprogramma              |
| Noord-Amerika     | Noord-Amerika            | Noord-Amerika    | Noord-Amerika                                 | Noord-Amerika              |
| ----------------- | ------------------------ | ---------------- | --------------------------------------------- | -------------------------- |
| 17 mei, 2022      | West Palm Beach          | Verenigde Staten | iTHINK Financial Amphitheatre                 | Beabadoobee PinkPantheress |
| 19 mei, 2022      | Tampa                    | Verenigde Staten | MidFlorida Credit Union Amphitheatre          | Beabadoobee PinkPantheress |
| 21 mei, 2022      | Gulf Shores              | Verenigde Staten | Gulf Shores Beach                             | -                          |
| 24 mei, 2022      | Franklin                 | Verenigde Staten | FirstBank Amphitheater                        | Beabadoobee PinkPantheress |
| 25 mei, 2022      | Rogers                   | Verenigde Staten | Walmart Arkansas Music Pavilion               | Beabadoobee PinkPantheress |
| 27 mei, 2022      | Charlotte                | Verenigde Staten | PNC Music Pavilion                            | Beabadoobee PinkPantheress |
| 29 mei, 2022      | Village of Clarkston     | Verenigde Staten | Pine Knob Music Theatre                       | Beabadoobee PinkPantheress |
| 1 juni, 2022      | Mansfield, Massachusetts | Verenigde Staten | Xfinity Center                                | Beabadoobee PinkPantheress |
| 3 juni, 2022      | Cuyahoga Falls           | Verenigde Staten | Blossom Music Center                          | Beabadoobee PinkPantheress |
| 5 juni, 2022      | Toronto                  | Canada           | Budweiser Stage                               | Beabadoobee PinkPantheress |
| 8 juni, 2022      | Columbia                 | Verenigde Staten | Merriweather Post Pavilion                    | Beabadoobee PinkPantheress |
| 11 juni, 2022     | New York                 | Verenigde Staten | Randalls Island                               | -                          |
| 15 juni, 2022     | Nampa                    | Verenigde Staten | Ford Idaho Center                             | The Marías Abby Roberts    |
| 16 juni, 2022     | Auburn                   | Verenigde Staten | White River Amphitheatre                      | The Marías Abby Roberts    |
| 18 juni, 2022     | Ridgefield               | Verenigde Staten | RV Inn Style Resorts Amphitheater             | The Marías Abby Roberts    |
| 21 juni, 2022     | Los Angeles              | Verenigde Staten | Hollywood Bowl                                | Wolf Alice                 |
| 24 juni, 2022     | Mountain View            | Verenigde Staten | Shoreline Amphitheatre                        | The Marías Abby Roberts    |
| 26 juni, 2022     | Phoenix                  | Verenigde Staten | Ak-Chin Pavilion                              | The Marías Abby Roberts    |
| 28 juni, 2022     | Dallas                   | Verenigde Staten | Dos Equis Pavilion                            | The Marías Abby Roberts    |
| 30 juni, 2022     | Atlanta                  | Verenigde Staten | Cellairis Amphitheatre                        | The Marías Abby Roberts    |
| 2 juli, 2022      | Milwaukee                | Verenigde Staten | American Family Insurance Amphitheater        | The Marías Abby Roberts    |
| 3 juli, 2022      | Tinley Park              | Verenigde Staten | Hollywood Casino Amphitheatre                 | The Marías Abby Roberts    |
| 6 juli, 2022      | Morrison                 | Verenigde Staten | Red Rocks Amphitheatre                        | The Marías Abby Roberts    |
| 7 juli, 2022      | Morrison                 | Verenigde Staten | Red Rocks Amphitheatre                        | The Marías Abby Roberts    |
| 9 juli, 2022      | Irvine                   | Verenigde Staten | FivePoint Amphitheatre                        | The Marías Abby Roberts    |
| 11 juli, 2022     | Quebec                   | Canada           | Plains of Abraham                             | Cannons Remi Wolf          |
| Azië              |                          |                  |                                               |                            |
| 31 juli, 2022     | Naeba                    | Japan            | Naeba Ski Resort                              | -                          |
| Europa            |                          |                  |                                               |                            |
| 21 augustus, 2022 | Krakau                   | Polen            | Pools Luchtvaartmuseum                        | -                          |
| 26 augustus, 2022 | Leeds                    | Engeland         | Bramham Park                                  | -                          |
| 28 augustus, 2022 | Reading                  | Engeland         | Little John's Farm                            | -                          |
| 3 september, 2022 | Istanboel                | Turkije          | KüçükÇiftlik Park                             | -                          |
| Noord-Amerika     |                          |                  |                                               |                            |
| 22 september 2022 | Dover                    | Verenigde Staten | The Woodlands of Dover International Speedway | -                          |

## Opmerkingen
1. ↑  Dit concert maakt deel uit van het Hangout Music Festival
2. ↑  Dit concert zou deel uit maken van het Governors Ball Music Festival.
3. ↑  Dit concert zal deel uitmaken van Summerfest.
4. ↑  Dit concert zal deel uitmaken van het Festival d'été de Québec.
5. ↑  Dit concert zal deel uitmaken van het Fuji Rock Festival.
6. ↑  Dit concert zal deel uitmaken van het Coke Live Music Festival.
7. ↑  Dit concert zal deel uitmaken van het Reading en Leeds Festivals.
8. ↑  Dit concert zal deel uitmaken van het Reading en Leeds Festivals.
9. ↑  Dit concert zal deel uitmaken van het Firefly Music Festival.